# Austin FC
Der Austin Football Club, kurz Austin FC, ist ein Franchise der Profifußball-Liga Major League Soccer (MLS) mit Sitz in der texanischen Hauptstadt Austin, das zur Saison 2021 den Spielbetrieb aufgenommen hat.

## Geschichte

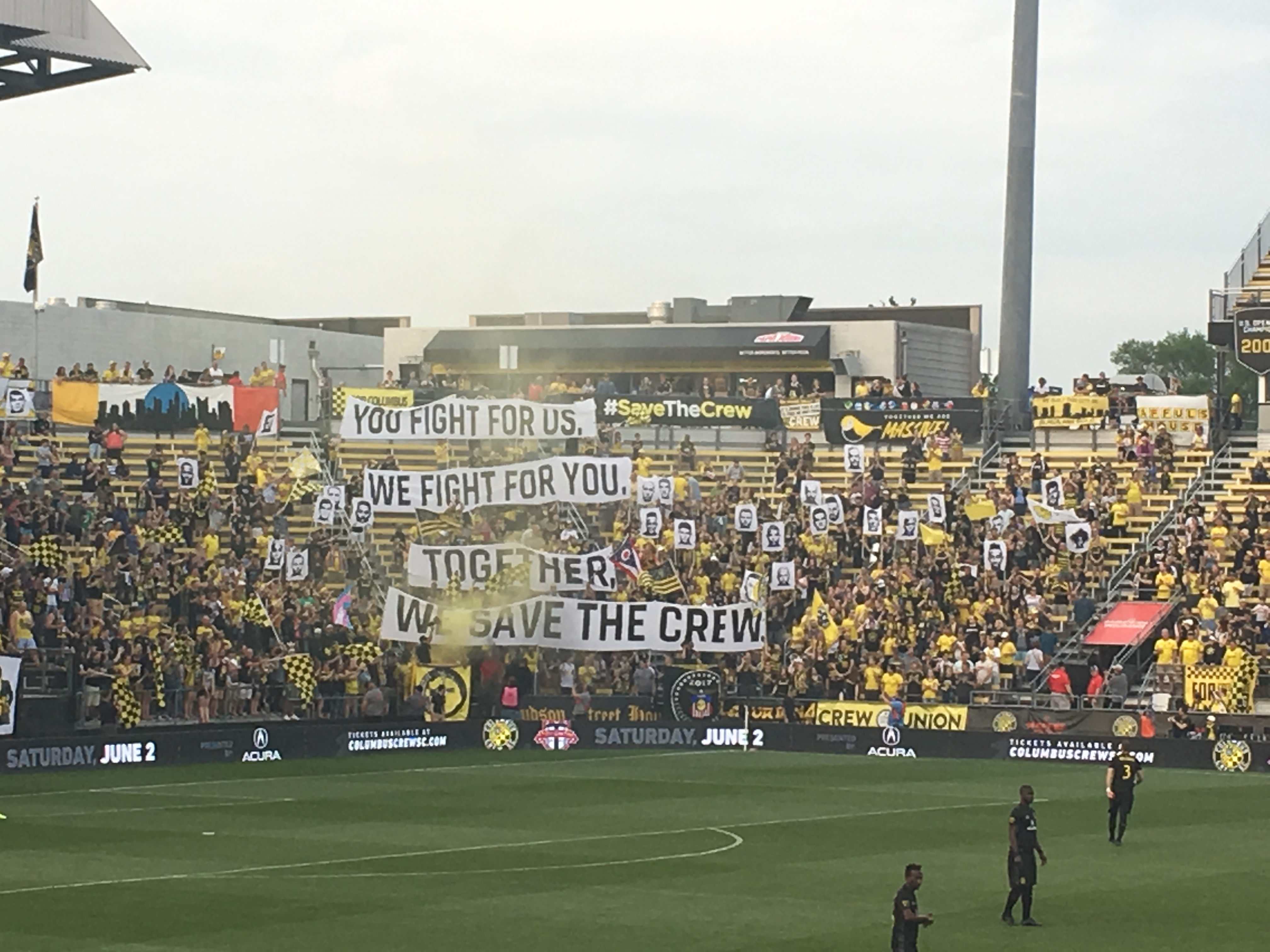
Fans der Columbus Crew protestieren im Mai 2018 gegen den geplanten Umzug

Im Oktober 2017 wurden Pläne von Anthony Precourt öffentlich, die Columbus Crew, deren Eigentümer zu diesem Zeitpunkt Precourt Sports Ventures war, zur Saison 2019 von Columbus, Ohio nach Austin, Texas zu verlegen. Gegenüber diesen Plänen entwickelte sich unter dem Motto #SaveTheCrew ein Widerstand. Im Oktober 2018 wurde bekannt, dass Jimmy Haslam, Eigentümer der Cleveland Browns, seine Ehefrau Dee Haslam und Pete Edwards, früherer Teamarzt, Verhandlungen mit Precourt Sports Ventures über den Kauf der Columbus Crew aufgenommen haben. Die Major League Soccer gab daraufhin bekannt, dass Precourt Sports Ventures spätestens ab der Saison 2021 mit einem Expansion Team in Austin starten könne, wenn die Verhandlungen erfolgreich seien. Zum 1. Januar 2019 verkaufte Precourt Sports Ventures die Rechte an der Columbus Crew schließlich an die Käufergruppe.
Am 15. Januar 2019 gab die Major League Soccer bekannt, dass der Austin FC ab der Saison 2021 als 27. Franchise der Liga beitreten werde. Spielort wird ein neu erbautes Stadion sein, das 20.000 Plätze fassen und circa 225 Millionen US-Dollar kosten sollte. Der Austin FC wird somit das erste Franchise der Stadt, das in einer der höchsten nordamerikanischen Profiligen (MLS, MLB, NBA, NFL, NHL) spielt, sowie neben dem FC Dallas und Houston Dynamo das dritte MLS-Franchise in Texas.
Im Juli 2019 wurde Josh Wolff als erster Cheftrainer des Franchise vorgestellt, im November 2019 folgte mit Claudio Reyna der erste Sportdirektor. Das Franchise wurde zur Saison 2021 der Western Conference zugeordnet, in der es am 18. April 2021 sein erstes MLS-Spiel mit 0:2 gegen den Los Angeles FC verlor.

## Stadion
Das Austin FC trägt seine Heimspiele im neu erbauten Q2 Stadium aus, das 20.738 Plätze bietet und 260 Millionen US-Dollar kostete. Es wurde am 16. Juni 2021 mit dem Frauenfußball-Freundschaftsspiel zwischen den USA und Nigeria (2:0) eröffnet.

## Organisation
Eigentümerin des Austin FC ist die Two Oak Ventures, die vorher als Precourt Sports Ventures auftrat. CEO ist der US-amerikanische Geschäftsmann Anthony Precourt. Weitere Minderheitseigentümer sind u. a. der Schauspieler Matthew McConaughey, der Geschäftsmann Eduardo Margain, Marius Haas (Dell Technologies), und Bryan Sheffield.